# Fabriano
Fabriano es una localidad y comune italiana de la provincia de Ancona, región de las Marcas, con 31,781 habitantes.

## Personajes famosos
De Fabriano se cree que procedía el pintor Gentile da Fabriano, representante de la pintura italiana en el periodo denominado Gótico internacional.

## Evolución demográfica
| Gráfica de evolución demográfica de Fabriano entre 1861 y 2011 |
|                                                                |
| Fuente ISTAT - elaboración gráfica de Wikipedia                |

## Museo del Papel y de la Filigrana
El Museo del Papel y de la Filigrana de Fabriano se localiza en el ex convento de los padres dominicos. El museo recoge la secular tradición de la producción de papel que hace de Fabriano una ciudad única en Europa. Alberga una reproducción de los utensilios medievales utilizados para la fabricación, a mano, del papel.